# Ramonda (Lied)
Ramonda ist ein Lied der serbischen Sängerin und Songwriterin Teya Dora. Mit dem Titel vertrat sie Serbien beim Eurovision Song Contest 2024.

## Hintergrund
Das Lied wurde von Teodora Pavlovska alias Teya Dora selbst gemeinsam mit Luka Jovanović geschrieben, der Text von Pavlovska mit Andrijano Kadović. Es repräsentierte Serbien beim Eurovision Song Contest 2024, nachdem es den nationalen Wettbewerb Pesma za Evroviziju 2024 mit 22 Punkten gewonnen hatte. Dabei gewann es die Juryentscheidung mit 44 Stimmen und somit zwölf Punkten, bei der Publikumswertung wurde es mit zehn Punkten Zweiter hinter dem Gesamt-Zweitplatzierten Gnezdo orlovo von Breskvica.

## Inhalt
Der Song ist nach der Blume Ramonda, deutsch Felsenteller (genauer nach der auf dem Balkan wachsenden Art Ramonda nathaliae), benannt, die in Serbien den Waffenstillstand nach dem Ersten Weltkrieg symbolisiere. Die Blume, die auf felsigem Untergrund gedeiht, sei „nicht nur ein Symbol für diesen Tag, sondern auch ein Symbol der Hoffnung“, sagte die Sängerin. Zudem habe der Song auch eine „tiefe ökologische Botschaft“.

## Beim Eurovision Song Contest
Beim Eurovision Song Contest 2024 in der Malmö Arena in Malmö, Schweden, wurde der Song zunächst im ersten Halbfinale am 7. Mai aufgeführt. Bei der Auslosung am 30. Januar 2024 wurde ihm die erste Hälfte zugelost. Am 26. März 2024 wurde ihm dort der zweite Startplatz zugeteilt. Er konnte sich auf dem zehnten Platz mit 47 Punkten für das Finale qualifizieren und trat dort auf dem 16. Startplatz an. Er erreichte mit 54 Punkten den 17. Platz. Davon entfielen 22 Punkte auf die Jurys, bei denen der Titel auf dem 18. Platz lag, und 32 Punkte auf die Zuschauer, bei denen er den 14. Platz belegte.